# Minnie Mouse
Minnie Mouse is een antropomorfe muis die voorkomt in verscheidene Disney-producties, zowel stripverhalen als animatiefilms. Ze is de vaste vriendin van Mickey Mouse. Als tekenfilmpersonage maakte ze in 1928 tegelijk met Mickey haar debuut, al is ze wat minder bekend geworden.
In 2018 kreeg ze een ster op de Hollywood Walk of Fame.

## Achtergronden
Minnie Mouse werd in 1928 samen met Mickey bedacht door Walt Disney voor de tekenfilm Plane Crazy. Twee jaar later maakte ze ook haar debuut als stripfiguur, in Lost on a Desert Island.
Ze vergezelt Mickey vaak op zijn reizen. Dit levert geregeld gevaar op: zo is Minnie een aantal keer ontvoerd door onder meer Boris Boef en diens handlangers. Gelukkig wordt ze iedere keer bevrijd door Mickey, die daarbij veelal hulp krijgt van Goofy, Karel Paardepoot, Pluto en Commissaris O'Hara. In het dagelijks leven is Minnie goed bevriend met Clarabella Koe en Katrien Duck. Samen met haar vriend(inn)en beleeft ze geregeld avonturen in het tijdschrift Donald Duck.

## Stemacteurs
Russi Taylor nam sinds 1986 de stem van Minnie Mouse voor haar rekening. Zij was de weduwe van de in 2009 overleden Wayne Allwine, die van 1977 tot aan zijn dood Mickeys stem insprak.

### Amerikaanse stem
- Walt Disney (1928–1929)
- Marjorie Ralston (1929)
- Marcellite Garner (1929–1939, 1942)
- Thelma Boardman (1941–1942)
- Ruth Clifford (1947–1952)
- Janet Waldo
- Russi Taylor (1986–2019)
- Kaitlyn Robrock (2019–heden)

### Nederlandse stem
- Laura Vlasblom (1986–1989)
- Barbara Dicker (1989–2003)
- Melise de Winter (2003–heden)